# San Emiliano (León)
San Emiliano (Santu Michanu en Patsuezu) es un municipio y villa española de la provincia de León, en la comunidad autónoma de Castilla y León. Pertenece a la comarca de Babia, más concretamente a la Babia de Yuso. Limita al norte con Asturias, concretamente con los concejos de Lena, Quirós, Teverga y Somiedo; al sur los  municipios de Murias de Paredes y Riello; al oeste con el municipio de Cabrillanes; y al este con el municipio de Sena de Luna. Cuenta con una población de 596 habitantes (INE 2024) y su capital es la localidad homónima San Emiliano, que dista 73 km de León.

## Geografía y clima

### Localidades
Además de la capital, el municipio incluye otras 13 localidades:
- Candemuela
- Cospedal
- Genestosa
- La Majúa
- Pinos
- Riolago
- Robledo de Babia
- Torrebarrio
  - Cubiechas
- Torrestío
- Truébano
- Villafeliz de Babia
- Villargusán
- Villasecino

## Demografía
Cuenta con una población de 596 habitantes (INE 2024).
| Gráfica de evolución demográfica de San Emiliano entre 1842 y 2021                                                    |
| |
| Población de derecho según los censos de población del INE. Población de hecho según los censos de población del INE. |

## Lingüística
Patsuezu es el nombre que recibe la variante de leonés arraigada en la zona y que también es hablado en la vecinas comarcas de Laciana y Luna. De entre sus características, destaca la palatalización de la l- y -ll- latinas en el alófono africado sordo denominado che vaqueira (cuya representación se ha realizado tradicionalmente con el dígrafo ts y modernamente con ḷḷ).
Las formas tradicionales de las localidades de San Emiliano son
- Candemuela
- Cospedal
- Xenestosa
- La Maxuga
- Pinos
- Ruiḷḷáu
- Robléu
- Santu Michanu
- Turrebarriu
- Torrostigu
- Truébanu
- Viḷḷafelíz
- Viḷḷargusán
- Viḷḷasecinu
- Güergas

## Comunicaciones
Debido a su ubicación de alta montaña ha sido tradicionalmente un municipio muy aislado y con muy malas comunicaciones, en la actualidad esto ha mejorado de forma sustancial, si bien el acceso a la autopista Ruta de la Plata, que une Gijón con Sevilla y que es la vía de alta capacidad más próxima aún se sitúa a 17 km y unos 20 minutos de distancia de la capital municipal. Dicho acceso se hace a través de la carretera autonómica CL-626, que une el puerto de Cerredo, en el límite entre Asturias y la provincia de León, con Aguilar de Campoo en la provincia de Palencia y que es la principal vía de comunicación del municipio con el resto de la provincia de León, atravesándolo de este a oeste.
Tradicionalmente el municipio ha sido además zona de paso de los vaqueiros que realizaban la trashumancia a través del puerto de Ventana, siendo aún hoy en día habitual que el ganado asturiano aproveche los pastos de la zona. Hoy en día la carretera LE-481 que nace del entronque con la CL-626 en las inmediaciones de la capital municipal permite una comunicación entre el municipio y Asturias, a través del puerto.

## Galería fotográfica

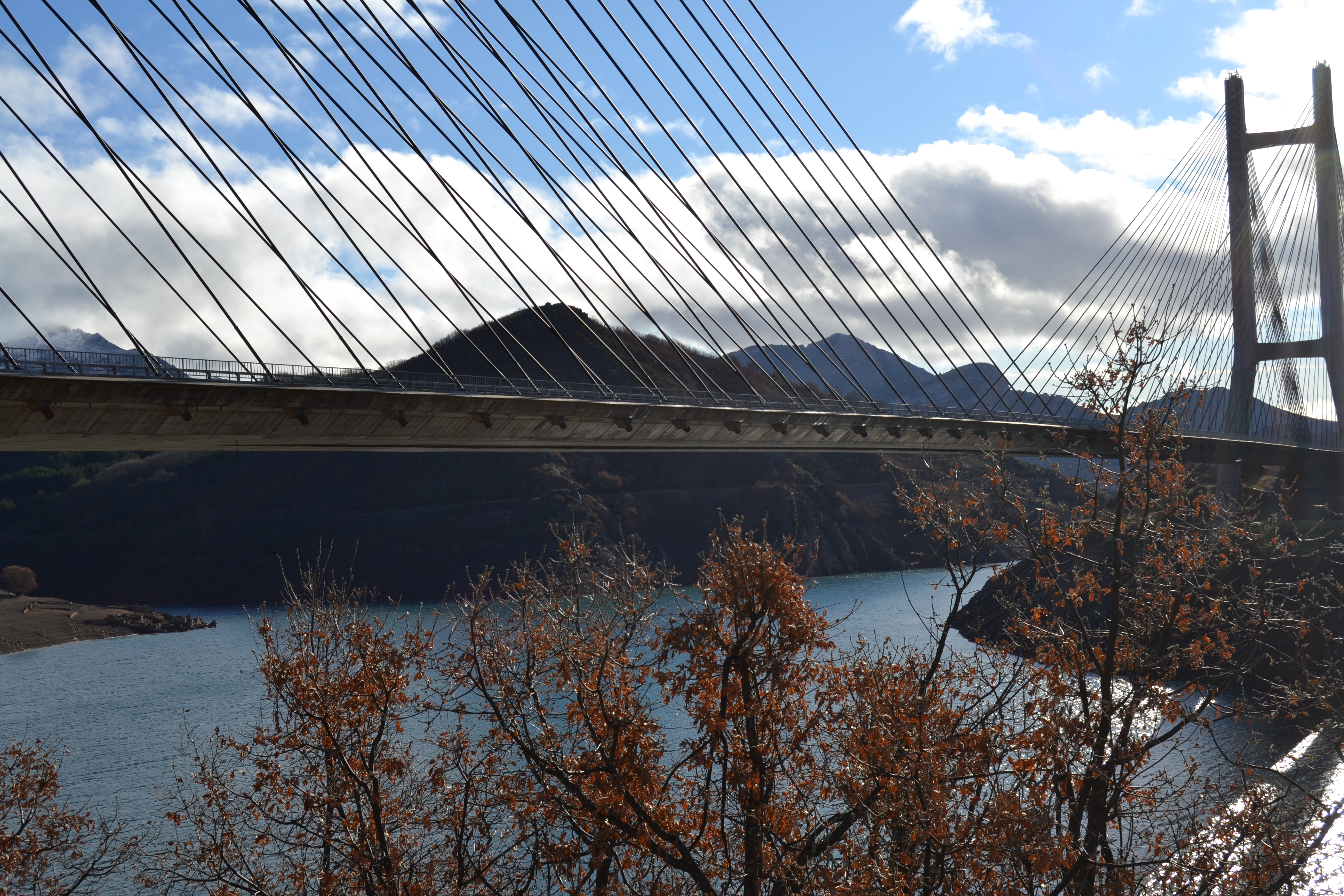
San Emiliano Puente sobre el Pantano de Luna
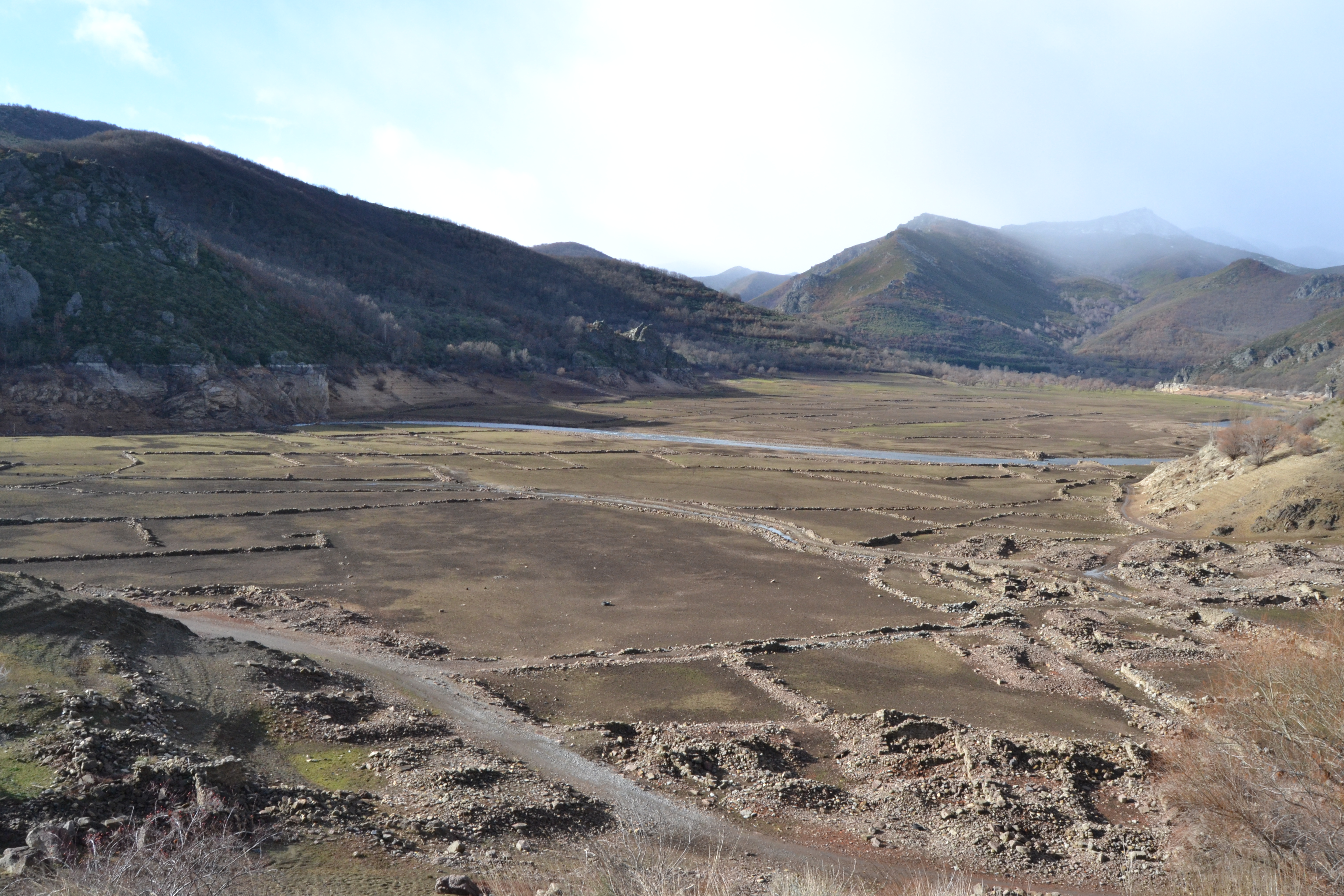
Final del Embalse
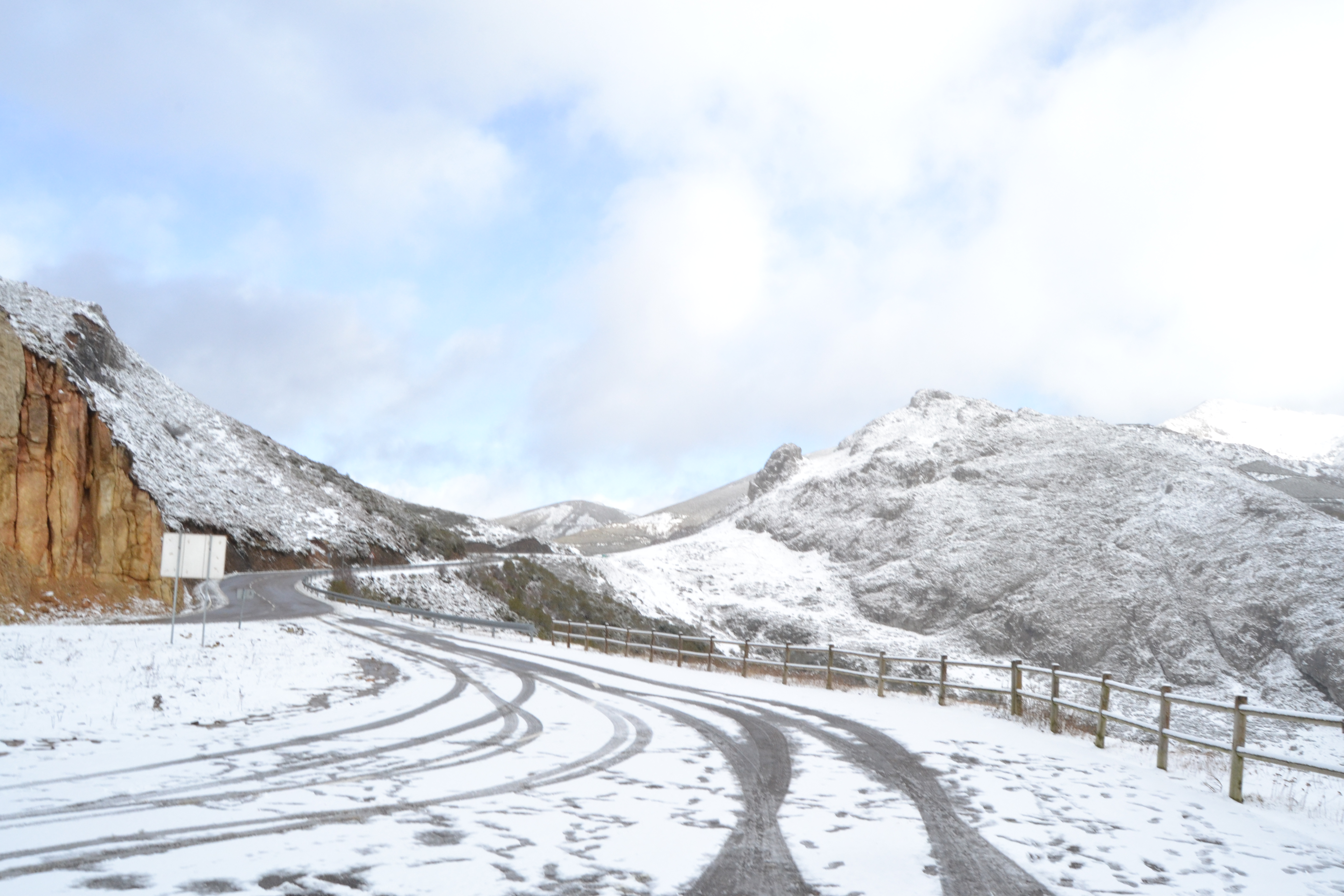
Mirador Puerto de Ventana
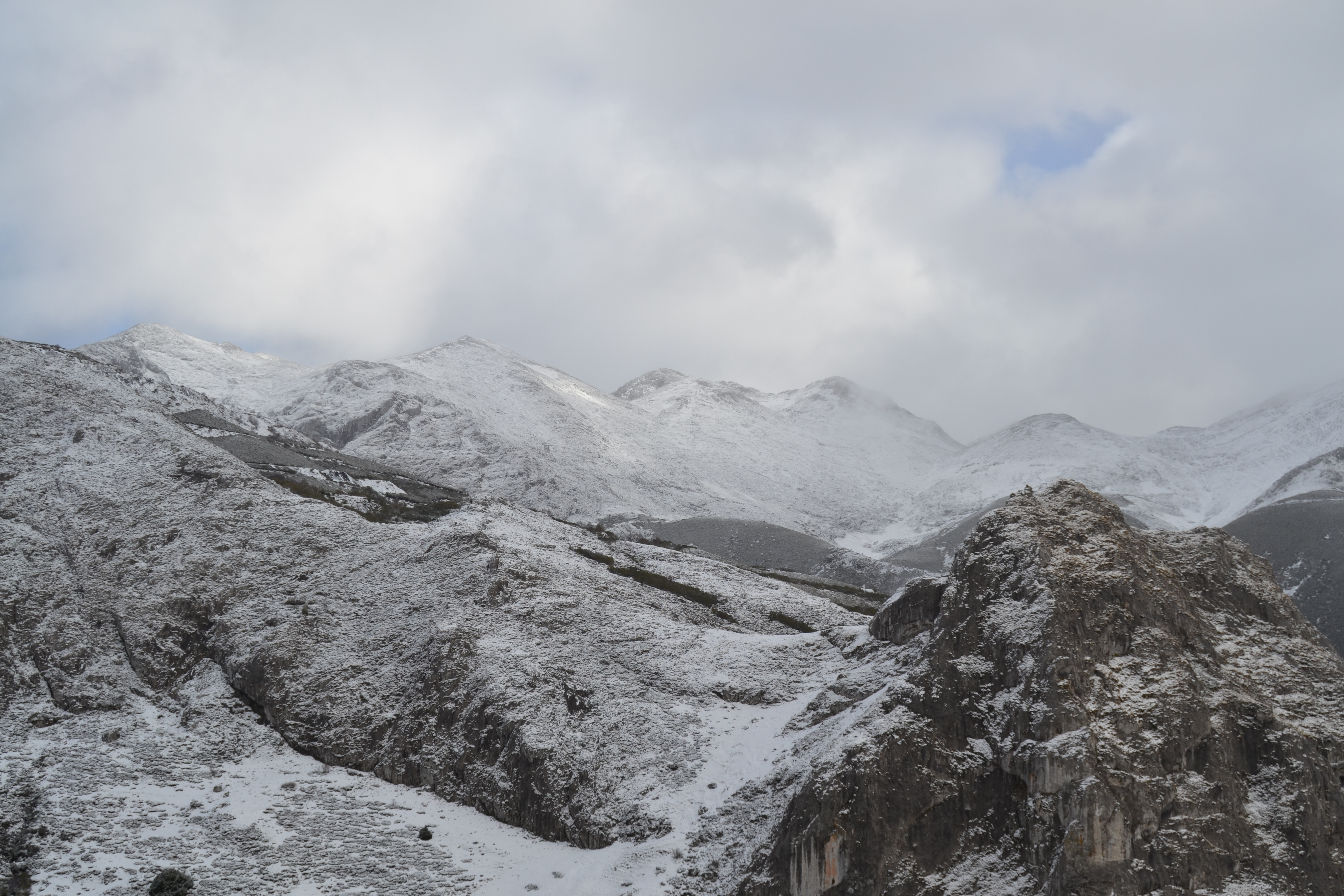
Panorámica desde el puerto
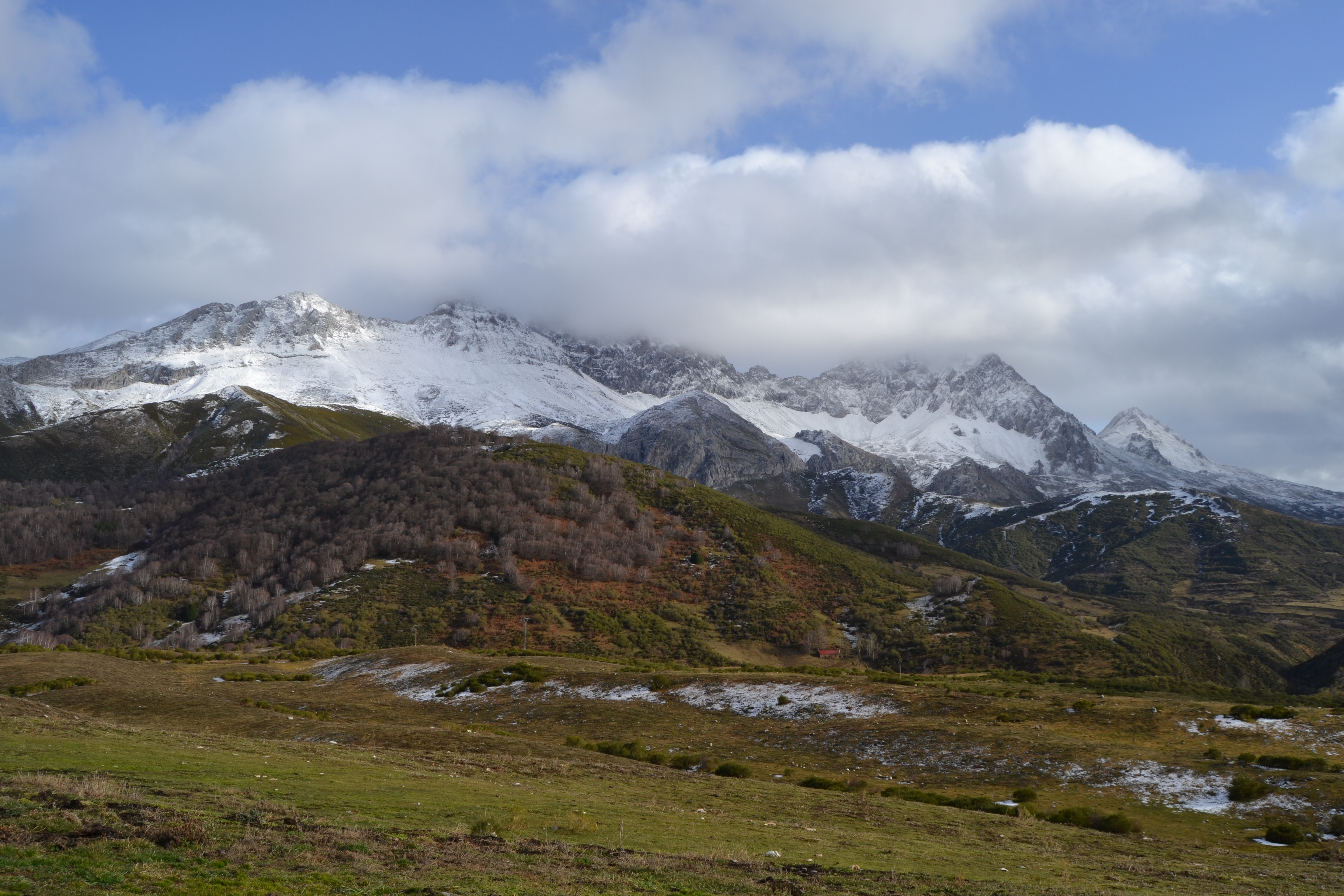
Peña Ubiña entre las nubes